# Yasmine Oughlis
Yasmine Oughlis, née le 27 août 1981, est une animatrice de télévision française.

## Biographie

### Origines
Yasmine Oughlis, née d'un père kabyle et d'une mère bretonne, a grandi à Aubervilliers.

### Carrière
Après avoir été attachée de presse dans un grand label de musique français (Universal), elle travaille au sein de TF6, une chaîne du cable co-détenue à l'époque par TF1 et M6. Elle est également l'assistante d'Angela Lorente.
Elle présente en 2010 Sexe, la fin des tabous et Spring Break à Cancun, puis C koi ta tribu ?, sur TF6.
Entre 2011 et 2013, elle présente Ma vie à la télé sur NT1, ainsi que Les Magiciens de l'extrême, en décembre 2011 sur NT1.
En 2011, elle présente Stars & Novelas sur France Ô mais elle est néanmoins remplacée par Johanna Kawa dès 2012. Puis entre 2012 et 2013, Yasmine Oughlis présente Docs de choc et Watch ! Le mag de TF6 sur TF6.
De 2012 à 2018, elle présente Révélations sur Numéro 23, un magazine d'investigations diffusé en prime time (20h45) tous les lundis et rediffusé en matinée (9 h/11 h 30). Après cette expérience, elle réalise des documentaires et des reportages pour des émissions de magazine.
En septembre 2020 elle rejoint l'équipe de La Maison des Parents sur France 4, déclinaison de La Maison des Maternelles. Un an plus tard, l'émission est supprimée et les thématiques abordées par le magazine sont transférés dans La Maison des Maternelles de France 2, qu'elle rejoint. À partir du 6 septembre 2021, elle tient une chronique pour donner aux parents des clés pour comprendre leurs adolescents,.
Tout en continuant ses activités sur France Télévisions, elle présente avec Mamouz à partir de septembre 2024, C’est ça la France, un talk-show diffusé le samedi matin sur RMC Story.